# Sanjiangkou (köping)
Sanjiangkou (kinesiska: 三江口, 三江口镇) är en köping i Kina. Den ligger i provinsen Guizhou, i den sydvästra delen av landet, omkring 290 kilometer sydväst om provinshuvudstaden Guiyang. Antalet invånare är 10860. Befolkningen består av 5 170 kvinnor och 5 690 män. Barn under 15 år utgör 26,0 %, vuxna 15-64 år 66 %, och äldre över 65 år 7,0 %.